# Kiersity (powiat elbląski)
Kiersity – osada w Polsce położona w województwie warmińsko-mazurskim, w powiecie elbląskim, w gminie Rychliki. Wieś wchodzi w skład sołectwa Krupin-Kiersity.
W latach 1975–1998 miejscowość administracyjnie należała do województwa elbląskiego.